# Нова (Сэм Александр)
Нова (англ. Nova), настоящее имя Сэм Александр (англ. Sam Alexander) — супергерой, появляющийся в комиксах издательства Marvel Comics. Будучи членом межгалактической полиции, известной как Корпус Нова, персонаж был создан в 2011 году сценаристом Джефом Лоубом и художником Эдом Макгиннессом. Образ Сэма Александра базировался на оригинальном Нове, Ричарде Райдере. Первое появление Новы состоялось в Marvel Point One #1 (Ноябрь, 2011), прежде чем обзавестись сольной серией, выпускавшейся в феврале 2013 года.

## История публикаций
После своего полноценного дебюта в Marvel Point One, Сэм Александр появился в Avengers vs. X-Men #1 (Апрель, 2012) и #12 (Октябрь, 2012). Затем персонаж стал главным действующим лицом серии Nova vol. 5, выпущенной в феврале 2013 года, изначальным сценаристом которой выступил Джеф Лоуб, а художником — Эд Макгиннесс.

## Вымышленная биография
Сэм Александр является пятнадцатилетним подростком, который живёт в Кэфри, Аризоне, вместе с отцом, матерью и младшей сестрой. Его отец-пьяница часто говорит о своей предполагаемой жизни в Центурионе Нова и уклоняется от исполнения обязанностей дворника в школе, где учится его сын. Мать Сэма — домохозяйка латинского происхождения. Когда Сэм приходит домой из школы, он обнаруживает исчезновение отца, после чего случайно ранит себя и просыпается в больнице. Там Енот Ракета и Гамора говорят ему, что его отец действительно был членом Корпуса Нова. Надев особый шлем отца, Сэм отправляется на Луну, встретив Уату Наблюдателя, который показывает ему флот инопланетных кораблей, принадлежащих Читаури, а также рассказывает о предстоящем вторжении. При возвращении на Землю Енот Ракета и Гамора обучают его, а затем поручают Сэму проследить за флотом. 
Некоторое время спустя Сэм отправляется на миссию, заключающуюся в предупреждении планет о надвигающейся силе Феникса. Он терпит аварийную посадку на Земле, однако успевает доставить послание Мстителям. После восстановления, Нова присоединяется к совместному противостоянию Мстителей и Людей Икс против Циклопа, ставшего Тёмным Фениксом. Тор предлагает Сэму стать участником к Мстителей, на что тот с радостью соглашается.
В течение дня обучения с Уату на лунной базе, Наблюдатель раскрывает ему, что его отец всё ещё жив. 
После окончания Второй гражданской войны, Сэм покидает Мстителей, чтобы присоединиться к Чемпионам. Команда отправляется на спасение группы женщин и девочек, подвергнувшихся нападению со стороны террористов.

## Силы и способности
Сэм Александр владеет уникальным шлемом, который предоставляет ему доступ к Силе Нова, включающую в себя: сверхчеловеческую силу и выносливость, левитацию, генерацию энергии, телекинез, универсальный перевод и способность дышать под водой и в открытом космосе.

## Коллекционные издания
- Nova Vol. 1: Origin (включает Nova Vol 5 #1-5, Point One #1, Marvel Now! Point One #1) Сентябрь 2013, ISBN 9780785166054
- Nova Vol. 2: Rookie Season (включает Nova Vol 5 #6-9, #10) Март 2014, ISBN 9780785168393
- Nova Vol. 3: Nova Corpse (включает Nova Vol 5 #10, #11-16) Июнь 2014, ISBN 9780785189572
- Nova Vol. 4: Original Sin (включает Nova Vol 5 #17-22) Январь 2015, ISBN 9780785189589
- Nova Vol. 5: Axis (включает Nova Vol 5 #23-27) Апрель 2015, ISBN 9780785192411
- Nova Vol. 6: Homecoming (включает Nova Vol 5 #28-31, Annual #1) Ноябрь 2015, ISBN 9780785193753
- Nova The Human Rocket Vol. 1: Burn Out (включает Nova Vol 6 #1-6) Июнь 2016, ISBN 9780785196501

## Вне комиксов

### Телевидение
- Версия Новы Сэма Александра появляется в мультсериале «Великий Человек-паук», озвученная Логаном Миллером[10][11]. Он был обучен Енотом Ракетой и присоединился к Стражам Галактики (Звёздный Лорд, Гамора, Дракс Разрушитель и Грут). Впоследствии он покинул команду и отправился на Землю, где вступил в ряды Щ.И.Т.а и тренировался вместе с Человеком-пауком, Силачом, Железным Кулаком и Белой Тигрицей.
- Сэм Александр появляется в мультсериале «Marvel дисковые войны: Мстители», озвученный Хисаёши Суганумой.

### Видеоигры
- Снаряжение Сэма Александра появляется в качестве альтернативного костюма Ричарда Райдера в «Ultimate Marvel vs. Capcom 3».
- Сэм Александр доступен как загружаемый контент в «LittleBigPlanet», как часть Marvel Costume Kit 5.
- Сэм Александр является играбельным персонажем в MMORPG «Marvel Heroes», где Логан Миллер повторил свою роль.
- Сэм Александр появляется в «Disney Infinity: Marvel Super Heroes», как часть пака Ultimate Spider-Man.
- Сэм Александр является играбельным персонажем в игре для Facebook «Marvel: Avengers Alliance».
- В игре «Lego Marvel's Avengers» Сэм Александр, озвученный Энтони Дел Рио, является играбельным персонажем.
- Версия Нова Сэма Александра появляется в игре «Marvel Puzzle Quest».
- Версия Нова Сэма Александра появляется в игре «Marvel Future Fight».
- Lego Marvel Super Heroes 2

## Критика
Первый выпуск серии Nova был встречен с позитивными отзывами, включая высший балл на iFanboy. В рецензии для Multiversity Comics Мэттью Мейликов назвал серию «довольно захватывающей» и поставил ей рейтинг Купить.